# Boeddhisme in Mongolië

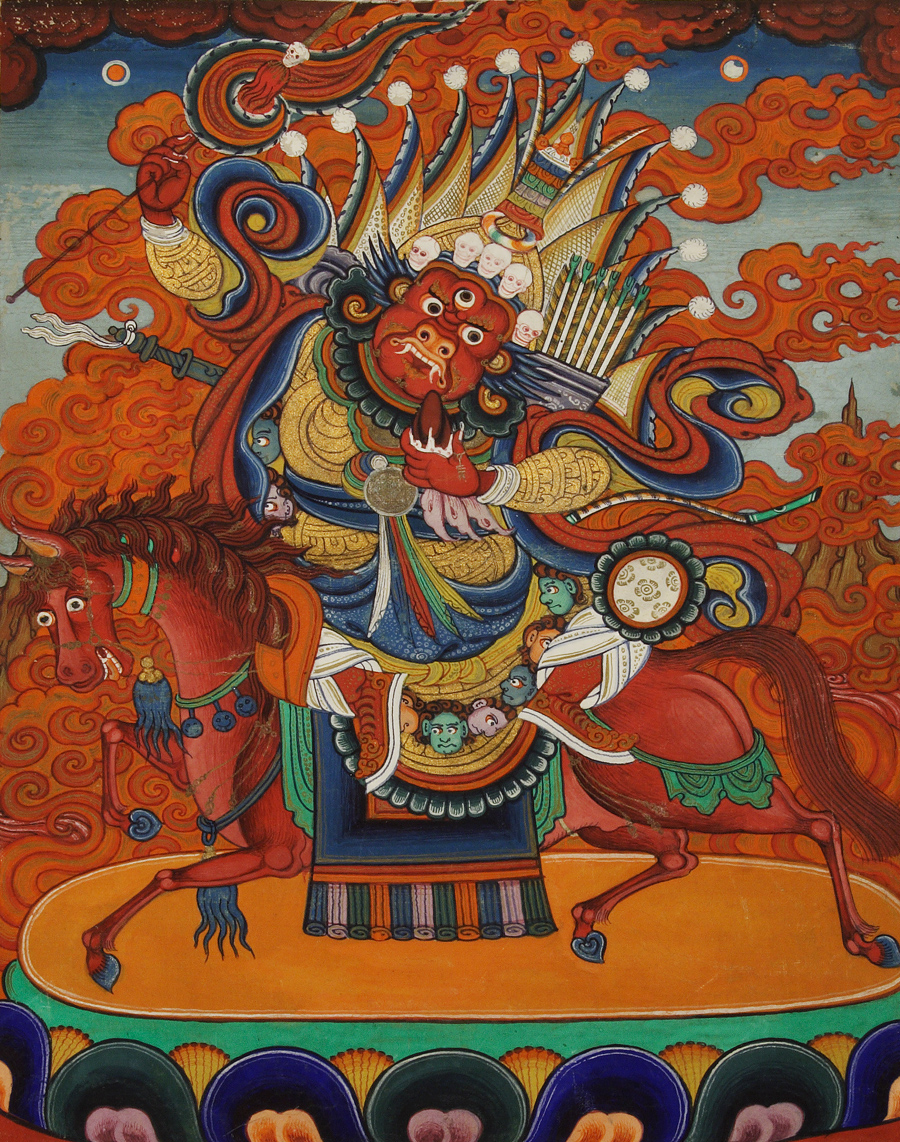
Begtse is in het pantheon de beschermer van het boeddhisme in Mongolië

Het boeddhisme in Mongolië is vrijwel geheel Tibetaans boeddhisme. De gelugtraditie van dat boeddhisme is in het land het sterkst aanwezig.

## Eerste contacten
Het is waarschijnlijk dat er in wat nu het Mongoolse gebied is al in het begin van de 4e eeuw contacten zijn geweest met boeddhistische monniken. Dat is ruim drie eeuwen voor de eerste introductie van het boeddhisme in Tibet. Er zijn historische bronnen waarin duidelijk wordt dat Chinese boeddhistische monniken missieactiviteiten in die periode ondernamen in het noorden van China. In die bronnen wordt vaak het woord Burqan, het Mongoolse woord voor boeddha gehanteerd. Er zijn archeologische vondsten van boeddhistische tempelklokken uit de 7e eeuw. In de fundering van het paleis gebouwd voor Dzjengis Khan (1167-1227) in Karakorum werden restanten gevonden van boeddhistische fresco's uit eerdere eeuwen. Al deze contacten hebben echter geen enkele blijvende boeddhistische invloed gecreëerd.

## Eerste contacten met Tibetaans boeddhisme

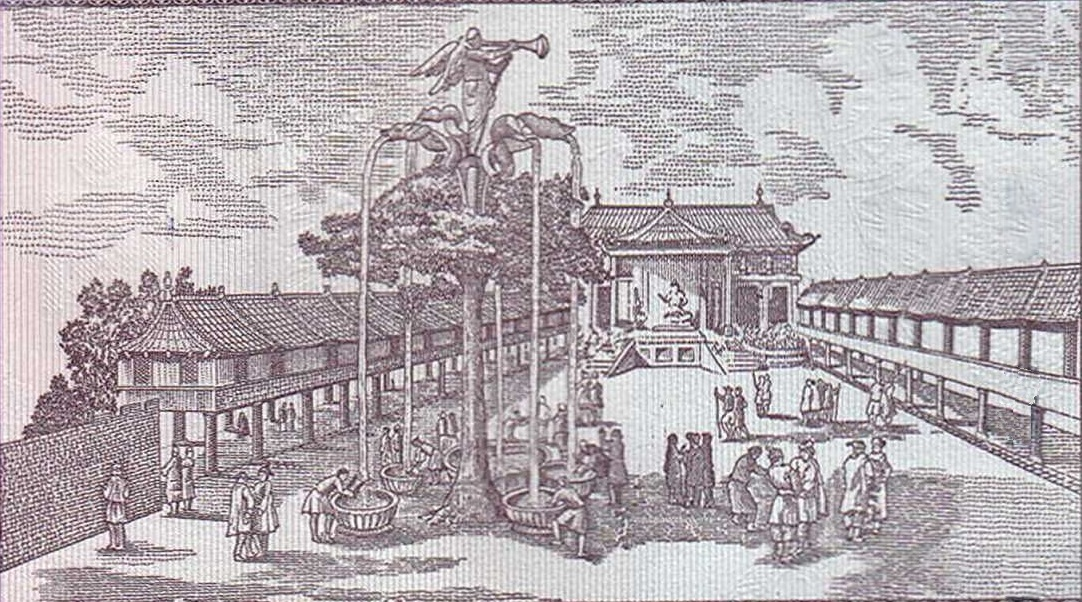
De befaamde Zilveren Boom aan het hof in Karakorum

De eerste invloeden van het Tibetaans boeddhisme op de Mongolen dateren uit de tijd van het Mongoolse rijk. De eerste beschrijvingen betreffen meestal observaties van Tibetaanse lama's aan het hof in Karakorum, de toenmalige hoofdstad van het rijk.
De contacten intensiveerden gedurende de periode van Mongools bestuur over Tibet. Globaal is dat de periode van 1250-1360. Gedurende die tijd verbleven er aanzienlijke aantallen Tibetaanse lama's aan het hof. Er waren daar echter ook Nestorianen, Rooms-katholieken, Taoïsten, Chinese boeddhisten aanwezig en de invloed van het gedachtegoed van Confucius was traditioneel sterk in een Chinese omgeving.
Het sjamanisme bleef voor het overgrote deel van de Mongolen in deze periode de dominante religie. Er zijn ook uitvoerige rapporten dat sjamanen gedurende de hele duur van de Yuan-dynastie aan het hof actief waren.

## Ontwikkeling van het boeddhisme in Mongolië tot 1640

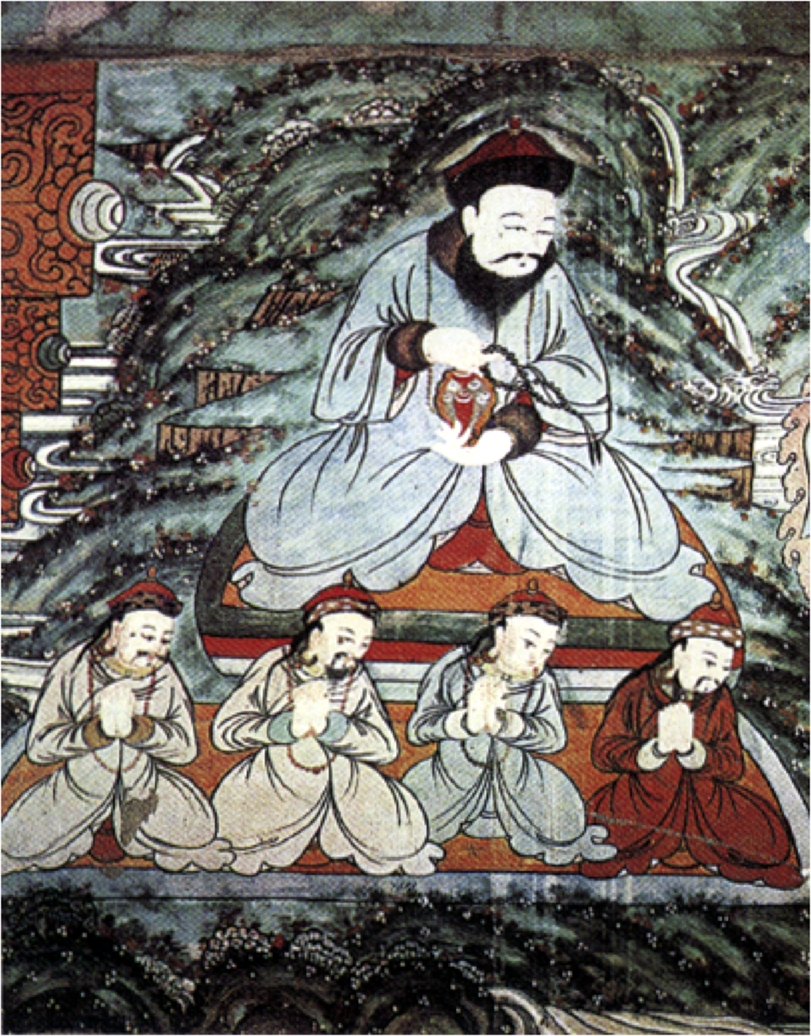
Altan Khan in een boeddhistisch icoon

Na de val van de Yuan-dynastie rond 1370 keerden de meeste Mongolen terug naar hun oorspronkelijke leefgebieden. De volgende periode van contacten met het boeddhisme vond opnieuw plaats vanuit China. Gedurende de Yuan-dynastie hadden Tibetaanse lama's een aantal kloosters kunnen bouwen in het noorden van China. Het boeddhisme bleef in dit deel van China aanwezig, terwijl het onder de naar hun leefgebieden teruggekeerde Mongolen afwezig was. Het is mogelijk, dat vanuit deze kloosters missieactiviteiten ondernomen werden onder de Mongolen. Er zijn documenten die duidelijk maken dat in 1431 een van die kloosters de opdrachtgever was voor het laten maken van blokdrukken van een aantal boeddhistische geschriften in het Mongools.
Vanaf de eerste helft van de 16e eeuw werden de boeddhistische kloosters in het noorden van China vervolgd door antiboeddhistische krachten aan het hof van de keizers van de Ming-dynastie. Als gevolg van deze vervolgingen moeten boeddhistische monniken gevlucht zijn naar Mongools gebied en zich daar gevestigd hebben. De eerste verwijzing naar deze monniken dateert van 1547.
Een belangrijke ontwikkeling voor het boeddhisme in Mongolië vond plaats tijdens de tweede helft van de 16e eeuw. In 1558 had Sönam Gyatso (1543-1588), de belangrijkste tulku van de gelugtraditie, al de noordelijke grensgebieden van Centraal-Tibet bezocht. Even na 1570 arriveerde de eerste delegatie van Altan Khan (1507-1582) met een uitnodiging naar zijn gebied te komen. Deze leider van de Tümed-Mongolen was erin geslaagd een groot aantal naburige stammen te overwinnen, viel herhaaldelijk het noorden van China binnen en wist op deze wijze concessies te verkrijgen van de Ming-dynastie. Altan Khan realiseerde zich echter, dat er meer nodig was om zijn veroveringen blijvend te verankeren. Altan Khan zocht die oplossing dan ook in de bekering van zijn hof en volk tot het boeddhisme in de Tibetaanse vorm. Dit zou het gebruikelijke patroon van handelen voor heersers van Mongoolse stammen worden. Toename van en pogingen tot verankering van verdere macht werden gelegitimeerd door patronage van het boeddhisme. Tijdens het bezoek ontving Sönam Gyatso de benaming dalai lama. Hij werd daarmee de eerste persoon, die tijdens zijn leven die benaming ontving. (De eerste twee dalai lama's hadden die benaming postuum ontvangen.)
Altan Khan bouwde een aantal tempels in de omgeving van Köke Khota en een aantal soetras werden daar in het Mongools vertaald.
Het werd vanaf die tijd de gewoonte onder de Mongoolse adel om minimaal één zoon voor studie naar Tibet te sturen en wellicht monnik te worden. Enkele decennia later was een van die zonen Zaya Pandita (1599-1662) een prins van de Oirat-Mongolen. Na een opleiding in Tibet vertrok hij weer naar het Mongoolse gebied. Na 1640 richtte Zaya Pandita zich vooral op missiewerk onder de westelijke Mongolen. Hij ontwikkelde voor hen een schriftsysteem, het Oiratisch schrift en slaagde erin om voor zijn dood nog ongeveer 200 canonieke geschriften in het Oiratisch te vertalen.
Sönam Gyatso keerde na zijn ontmoeting met Altan Khan niet meer terug naar Centraal-Tibet. Hij predikte gedurende de rest van zijn leven vooral in Oost-Tibet. In 1584 en 1588 reisde Sönam Gyatso weer naar Mongolië. Deze reizen gingen vooral naar het noordoosten van het Mongoolse gebied. Verschillende Mongoolse stamleiders probeerden om redenen van politiek prestige de daden van Altan Khan op dit gebied te evenaren of te overtreffen. Tijdens de reis van 1584 vond er een ontmoeting plaats tussen Sönam Gyatso en Abadai Khan (ook geschreven als Abtai Sain Khan) van de meer naar het noordoosten wonende Khalkha-Mongolen.

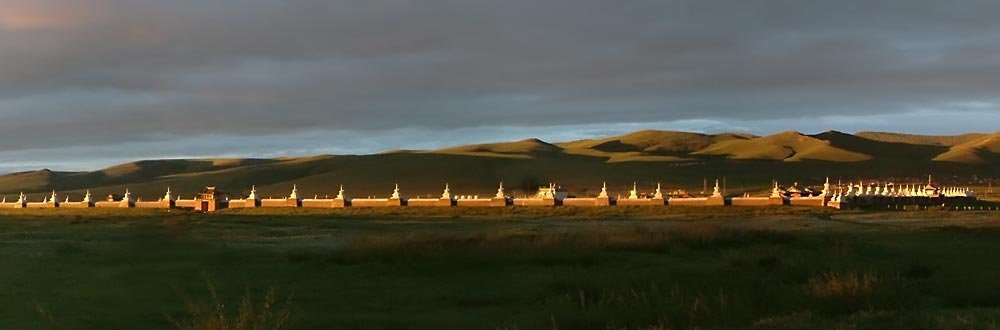
Erdene-Zuu

Hun gebied kwam - globaal - overeen met dat van de huidige republiek Mongolië. Vanaf 1585 liet Abadai het klooster Erdene Zuu bouwen, het oudste klooster in Mongolië. Sönam Gyatso zond een lama uit de sakya-traditie om het klooster in te wijden. In dit deel van het Mongoolse gebied bleef een meerderheid van de elite tot na het midden van de 17e eeuw dan ook die traditie toegedaan.
Vanaf 1600 probeerden alle Tibetaanse religieuze tradities hun missiegebied in het Mongoolse gebied uit te breiden. Een voorbeeld daarvan is de jonangtraditie. Hun belangrijkste leraar Taranatha (1575–1634), de meest eminente Tibetaanse historicus van die periode, bracht de laatste twintig jaar van zijn leven in Mongolië door en stichtte daar een aantal kloosters.
Ook in het gebied van de zuidelijker wonende Chahar-Mongolen (min of meer het gebied dat nu de Chinese provincie Binnen-Mongolië is) werden rond 1600 volop missieactiviteiten bedreven. De leider van deze stamfederatie Ligdan Khan (1588–1634) benoemde Sharba Pandita, een monnik uit de sakya-traditie tot zijn geestelijk adviseur met een titel die ongeveer het equivalent was van dat van keizerlijk leermeester tijdens de Yuan-dynastie. Onder leiding van Sharba Pandita werd in de jaren na 1620 de eerste complete canon van het Tibetaans boeddhisme, de kangyur, in het Mongools vertaald. Daarbij werd wel gebruikgemaakt van vervalste colofons en al bestaande vertalingen.
Vlak na de dood van Ligdan Khan in 1634 kwam dit gebied onder het bestuur van Hong Taiji, de eerste keizer van de Qing-dynastie. De Mantsjoe-keizers van de 17e en 18e eeuw hadden om politieke redenen de verspreiding van het Tibetaans boeddhisme onder de Mongolen altijd aangemoedigd en gefaciliteerd. Het boeddhisme en hun hoogste vertegenwoordigers onder de Mongolen werden geacht een matigende invloed uit te oefenen op de Mongoolse warlords die in die periode nog regelmatig als een bedreiging voor de veiligheid van het rijk werden gezien. Zolang die vertegenwoordigers dat naar tevredenheid van de Chinese keizers deden, konden zij rekenen op giften, eerbetoon en het ontvangen van indrukwekkende titels.
Veel van deze ontwikkelingen werden ook gestimuleerd door de uiteindelijke selectie van de vierde dalai lama. Na de dood van Sönam Gyatso stond de gelughiërarchie voor de vraag op welke wijze de tijdens zijn leven tot stand gekomen alliantie met de Mongolen gecontinueerd diende te worden.

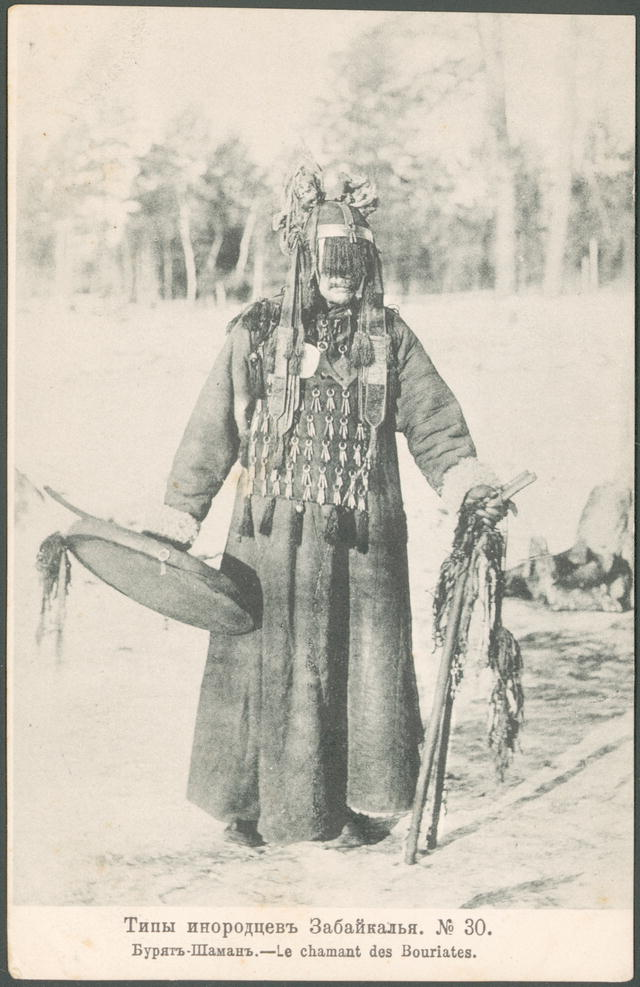
Sjamaan van de Boerjaten

Als de gelug zijn positie ten opzichte van de andere rivaliserende tradities wenste te handhaven, was er een opvolger noodzakelijk die deze alliantie kon voortzetten. Hoewel de selectie veel tegenstand binnen de gelug had, werd de reïncarnatie van Sonam Gyatso uiteindelijk gevonden in Yönten Gyatso (1589-1616), een achterkleinzoon van Altan Khan. Yönten Gyatso werd daarmee de enige niet-Tibetaanse, maar Mongoolse dalai lama.
Er zijn nauwelijks eigenstandige en onafhankelijke beslissingen van Yönten Gyatso bekend. In belangrijke mate bleef hij een marionet van de hiërarchie van de gelug en met name van de abten van de grote kloosters rondom Lhasa. Zijn installatie als dalai lama had wel een aanzienlijke impact op de Mongoolse religieuze politiek. Meer en meer Mongoolse leiders en edelen slaagden erin hun kinderen erkend te krijgen als tulku (in het Mongools "khubilgai").
Het was ook een verdere stimulans voor het vertalen en verspreiden van boeddhistische literatuur in het Mongools. Tibetaans werd de belangrijkste literaire taal voor geletterde Mongolen die op hun beurt bijdroegen aan de verdere ontwikkeling van Tibetaans boeddhistische geschriften. Zo rond 1640 was - voor in ieder geval de Mongoolse elite - het Tibetaans boeddhisme de leidende religieuze en intellectuele beweging geworden.
Bij de westelijke Mongolen was sprake van een dominantie van de gelugtraditie. In zowel het noordoostelijk gelegen Mongoolse gebied als in Binnen-Mongolië was sprake van aanwezigheid van meerdere tradities. De sakya-traditie was daar echter het sterkst.
Van alle Mongoolse groepen kwamen de Boerjaten het laatst in contact met het Tibetaans boeddhisme. De eerste boeddhistische missionarissen arriveerden pas in het begin van de 18e eeuw. Het eerste klooster in het gebied dateerde van 1730. Pas in de 19e eeuw was er sprake van een bekering van een aanzienlijk deel van de Boerjaten tot het Tibetaans boeddhisme. Veel wetenschappers, die de overgang van sjamanisme naar boeddhisme wilden bestuderen, hebben zich dan ook gericht op de Boerjaten, omdat veel sjamanistische rituelen en mythen daar het langst in de authentieke vorm bewaard waren gebleven.

## De onderdrukking van het sjamanisme

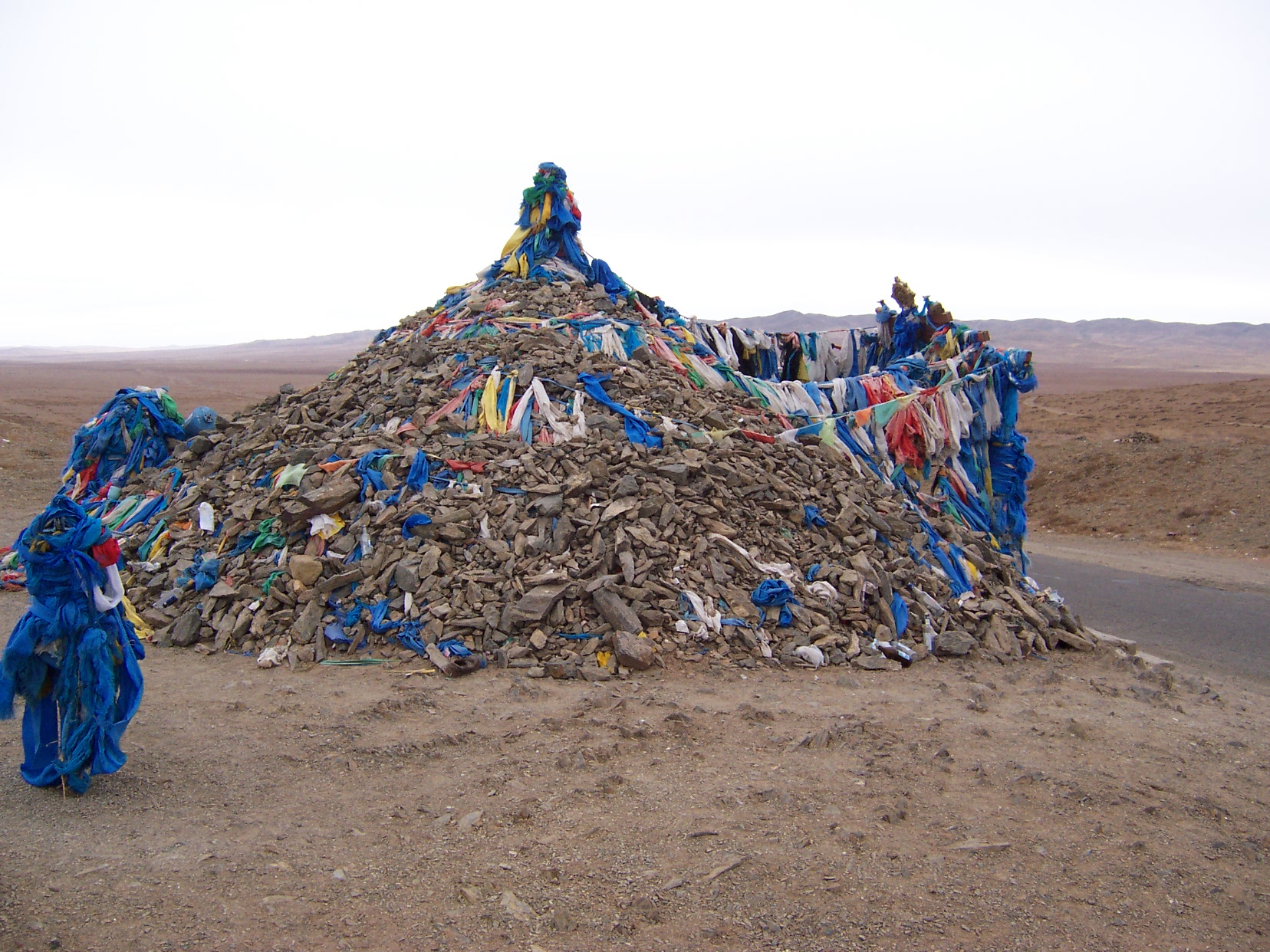
Ovoo

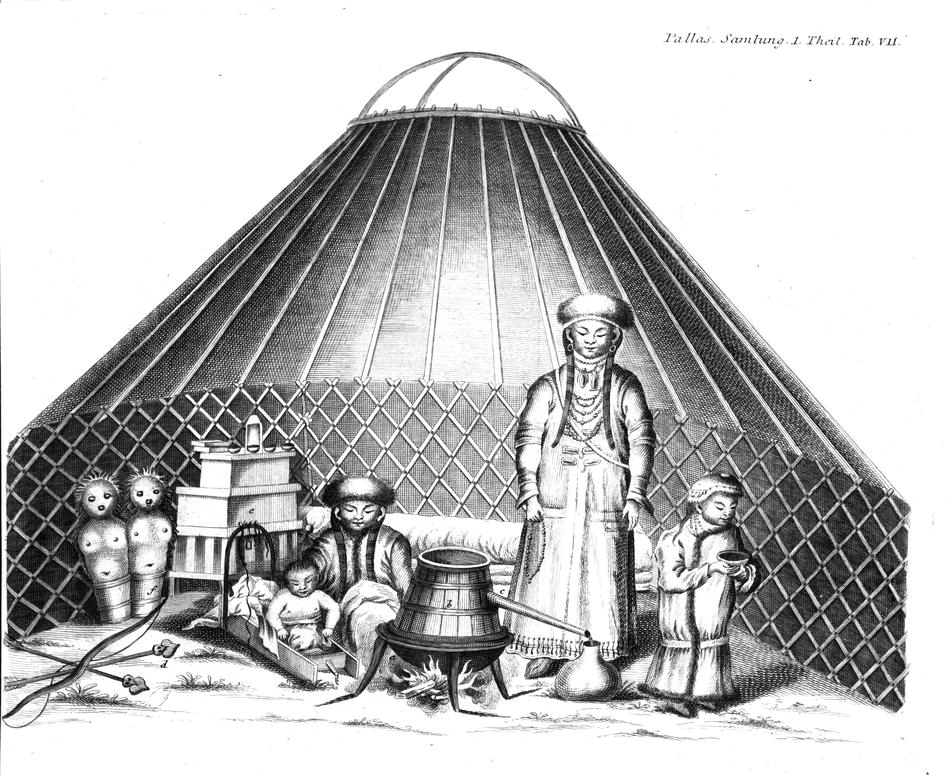
In de tent aan linkerzijde twee Ongghots's

In het Mongoolse sjamanisme werden vooral bergen, maar ook andere markante plaatsen in het landschap magische krachten toegekend. Dat werd zichtbaar gemaakt in de Ovoo's, steenhopen die gemaakt werden op de top van een berg of in bergpassen. De top van dit religieuze systeem was de Blauwe en Eeuwige Hemel.
De middelaars tussen deze wereld en die van de mensen waren de sjamanen. De Mongoolse sjamanen behoorden tot de aristocratie van de stammen. Uit de Mongoolse kronieken wordt duidelijk, dat de combinatie van politiek/militair leider van een stam en dat van sjamaan in één en dezelfde persoon regelmatig voorkwam. Het Mongoolse woord voor sjamaan Beki kwam vaak voor in de namen van stamleiders, zoals bijvoorbeeld in die van Khudukha-Beki, de belangrijkste leider van de Oirat-Mongolen in het begin van de 13e eeuw.
Er was daarnaast sprake van een omvangrijke voorouderverering. In de meest zichtbare vorm uitte zich dat in de Ongghot's. Dat waren feitelijk poppen, meestal gemaakt van vilt, maar in religieuze zin de fysieke vertegenwoordigers van de zielen van overleden sjamanen, maar ook wel van anderen. De Ongghots's speelden een belangrijke rol in rituelen, die om de bescherming en ondersteuning van de ziel of geest van een overleden sjamaan vroegen. Aan de Ongghut's werden offers gebracht zoals de eerste melk van schapen, geiten en paarden.
Het was dan ook op deze zichtbare vorm van voorouderverering, dat de Tibetaanse lamas die als missionaris in de Mongoolse gebieden actief waren, zich als eerste begonnen te richten. Al die missionarissen en de Mongoolse heersers als hun beschermheren legitimeerden die acties met uitspraken van Sönam Gyatso, die een verbod voor het in bezit hebben van Ongghot's voorwaarde gemaakt zou hebben voor zijn activiteiten onder de Mongolen. Op het bezit van Ongghot's werden strenge straffen gesteld, zoals het verliezen van al het persoonlijke bezit van de familie. Er zijn veel verhalen in de Mongoolse kronieken van eind 16e en de 17e eeuw die melding maken van gedwongen massale verbranding van Ongghot's onder leiding van Tibetaanse missionarissen. De sjamanistische idolen werden vervangen door afbeeldingen van boeddhistische godheden. In plaats van de sjamanistische liederen werden mantras en tantrische exorcistische rituelen onderwezen. Uit de kronieken wordt echter ook duidelijk dat er bij een zeer aanzienlijk deel van de bevolking aanzienlijke weerstand tegen de transitie van sjamanisme naar boeddhisme bestond.
Er werden naast strafmaatregelen ook beloningen uitgeloofd. De Tusheti Khan van de Khalkha-Mongolen beloofde rond 1630 een koe aan iedereen die uit het hoofd een samenvatting van de boeddhistische doctrine kon geven en een paard voor het uit het hoofd reciteren van de dharani (een tekst vergelijkbaar met die van een mantra) van Yamantaka.
De strijd tegen het sjamanisme duurde tot in de tweede helft van de 18e eeuw. Daarna was er sprake van een zekere co-existentie.
Een deel van het sjamanisme had zich toen als middel ter verdediging al gecamoufleerd door aan de oppervlakte boeddhistische frases te gaan gebruiken en boeddhistische godheden nominaal te gaan vereren. Tot in de 21e eeuw is er dan ook in Mongolië sprake van zowel een puur sjamanisme dat heeft overleefd en een soort mengvorm met enkele boeddhistische uitgangspunten en rituelen.

## De ontwikkeling van het pantheon

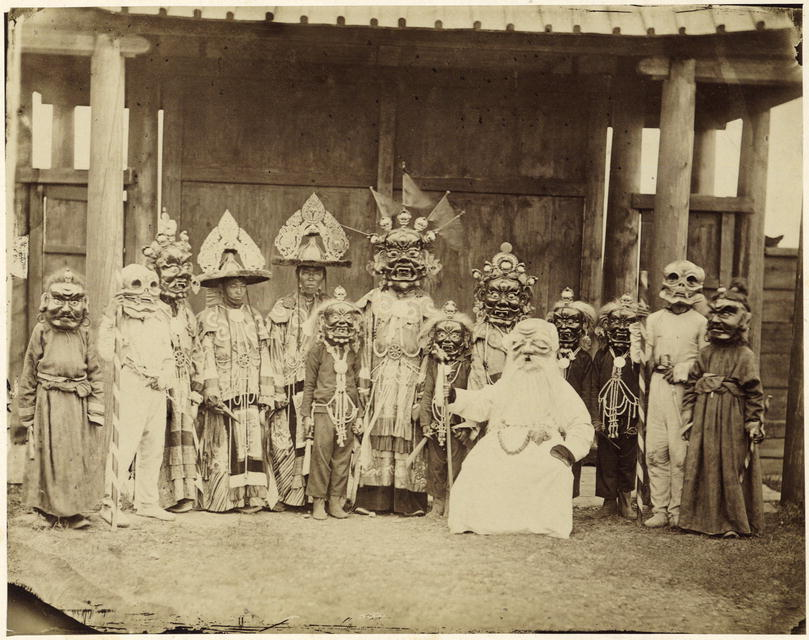
De rolverdeling van de Tsam kent vele preboeddhistische elementen

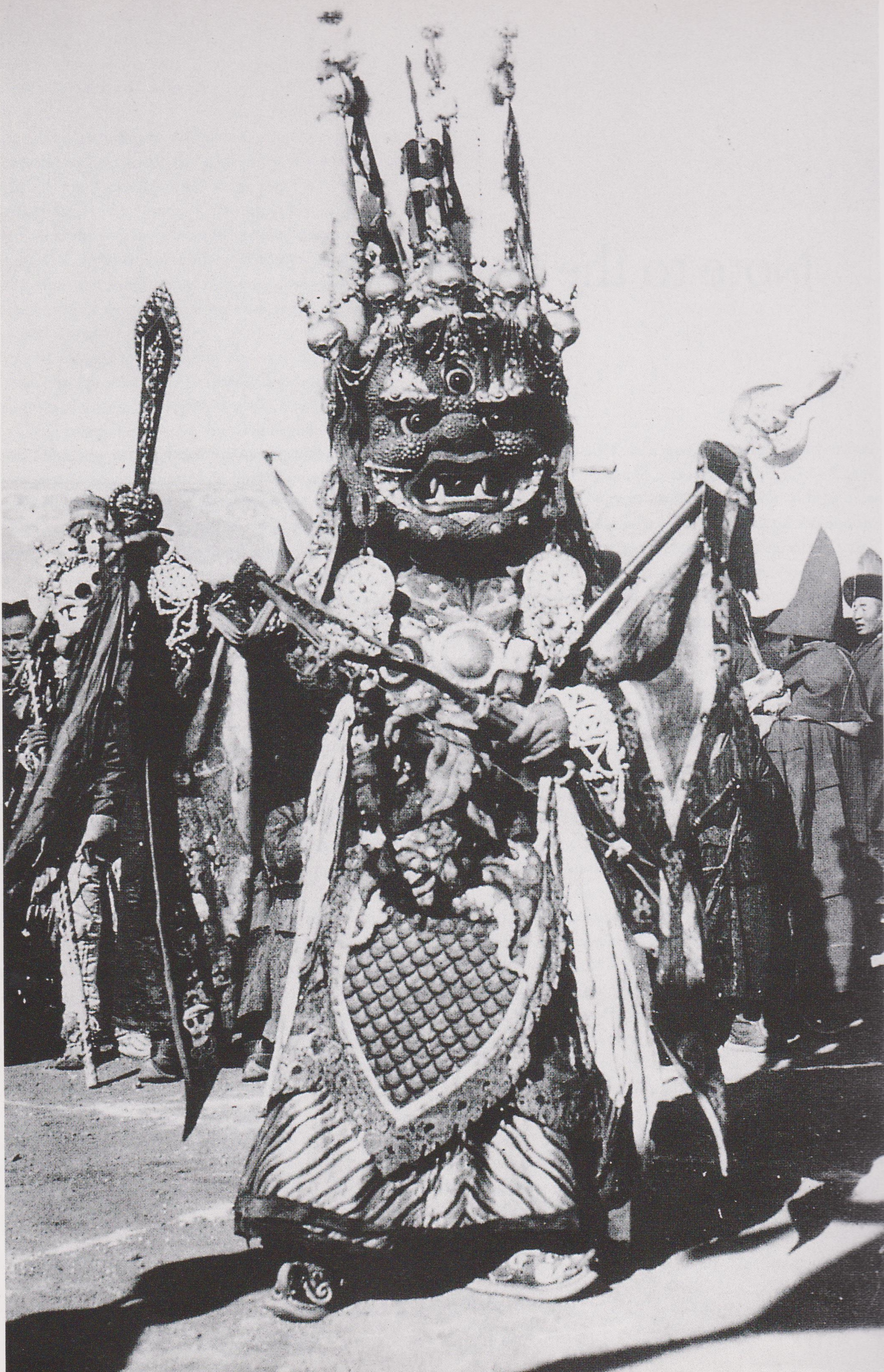
Begtse op een dansfestival, de tsam. Foto voor 1930

In de loop van vooral de 17e eeuw werd het pantheon van boeddhisme in Mongolië geordend. De belangrijkste manier om de weerstand tegen de introductie van het boeddhisme te kanaliseren was de opname van preboeddhistische elementen. Deze assimilatie van preboeddhistische elementen was eerder voorgekomen in andere boeddhistische culturen, maar nooit in de mate waarin dat in Tibet en Mongolië plaatsvond. De ontwikkeling van het pantheon verliep ook vaak op een wijze die grote gelijkenis vertoonde met die van de ontwikkeling in Tibet vele eeuwen eerder.
In de 8e eeuw had Padmasambhava lokale geesten en machten onderworpen die hem hinderden bij het bouwen van het eerste boeddhistische klooster (Samye) in Tibet. Deze krachten werden gedwongen zich te bekeren tot beschermers van het boeddhisme. Een van die krachten,Pehar, kreeg het gezag daarover en ontwikkelde zich in het pantheon tot de beschermheer van Tibet en de gelugtraditie.

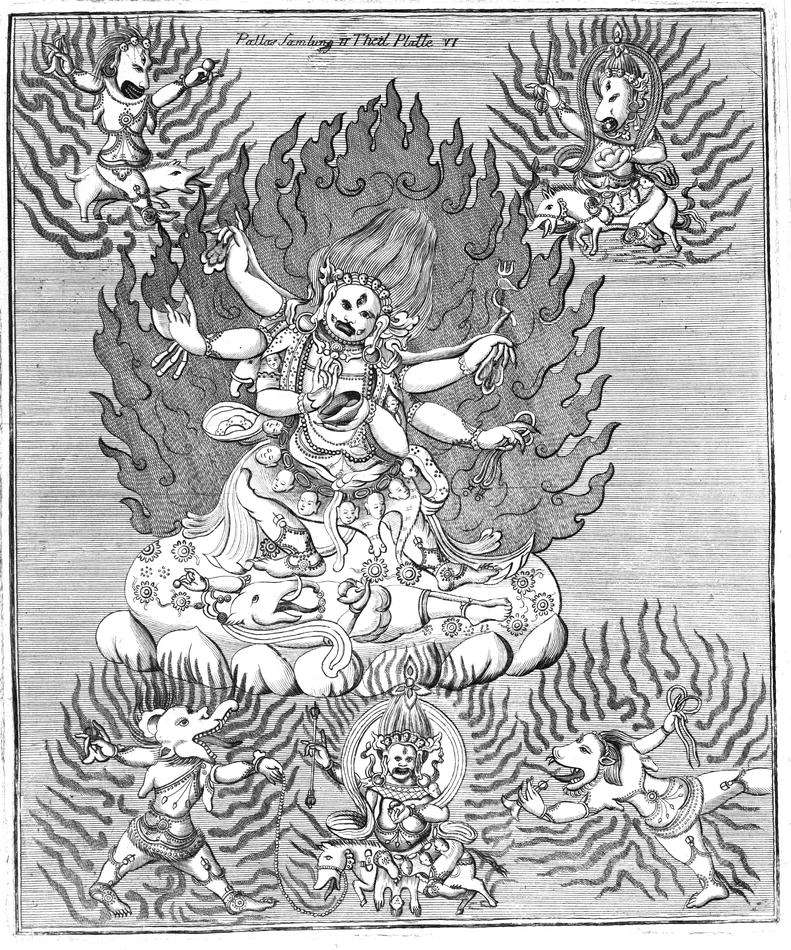
Yamantaka door een onbekende Mongoolse tekenaar

De plaats en rol van Pehar werd in Mongolië ingenomen door Begtse. Tijdens zijn reis naar Mongolië en het gebied van Altan Khan werd Sönam Gyatso voortdurend gehinderd door de krijgsgod Begtse. Hij probeerde op deze wijze te verhinderen dat Sonam Gysatso zijn bestemming zou bereiken en dus de Mongolen tot het boeddhisme zou bekeren. Sönam Gyatso zou hierop de vorm van de vierarmige Avalokitesvara hebben aangenomen. De hoeven van zijn paard zouden afdrukken op de grond achtergelaten hebben in de vorm van de tekst van de mantra Om mani padme hum. Hierna erkende Begtse zijn nederlaag, bekeerde zich tot het boeddhisme, werd in het pantheon de belangrijkste beschermer van het boeddhisme en uiteindelijk de beschermheer van Mongolië.
Honderden preboeddhistische Mongoolse elementen werden in het boeddhistische pantheon opgenomen, zoals de Vuurgoden De Hemelse Wezens en De Witte Oude Man. Veel van die krachten kregen ook een plaats in de rolverdeling van de tsam, de religieuze dans in vrijwel alle boeddhistische kloosters in Mongolië.
Net zoals in Tibet moesten deze krachten in het te creëren pantheon ruimte maken voor boeddha's en bodhisattva's, die voor de introductie van het boeddhisme niet in het pantheon aanwezig waren. Deze laatste twee hadden een transcendentale oorsprong, die niet alleen over de kracht beschikten om de dharma te beschermen, maar ook om gelovigen te helpen op hun pad naar de uiteindelijke verlichting. De getransformeerde preboeddhistische krachten waren vanaf dat moment meer mundane, cq. wereldlijke goden en werden geacht niet over transcendentale gaven en krachten te beschikken.
Er wordt onderscheid gemaakt tussen mundane en supra-mundane godheden, waarbij de laatsten van transcendentale oorsprong zijn. In Mongolië ontwikkelde Yamantaka zich tot de meest vereerde supra-mundane dharmapala. In strikt theologische zin waren de mundane krachten inferieur vergeleken met de supra-mundane godheden, maar hadden daarentegen een veel grotere invloed op het dagelijks leven van de gelovige dan de supra-mundane godheden. Het geloof dat de mundane dharmapala's een grotere invloed hadden op het dagelijks leven van de gelovige hing samen met de overtuiging dat deze ook menselijke emoties als jaloezie, boosheid en dergelijke kenden, waardoor ze in dat dagelijkse leven ook effectiever konden handelen dan de supra-mundane beschermers. Ze konden ook aanstoot nemen aan handelingen van zowel mensen als andere mundane beschermers.

## De Jebtsundamba Koetoektoe

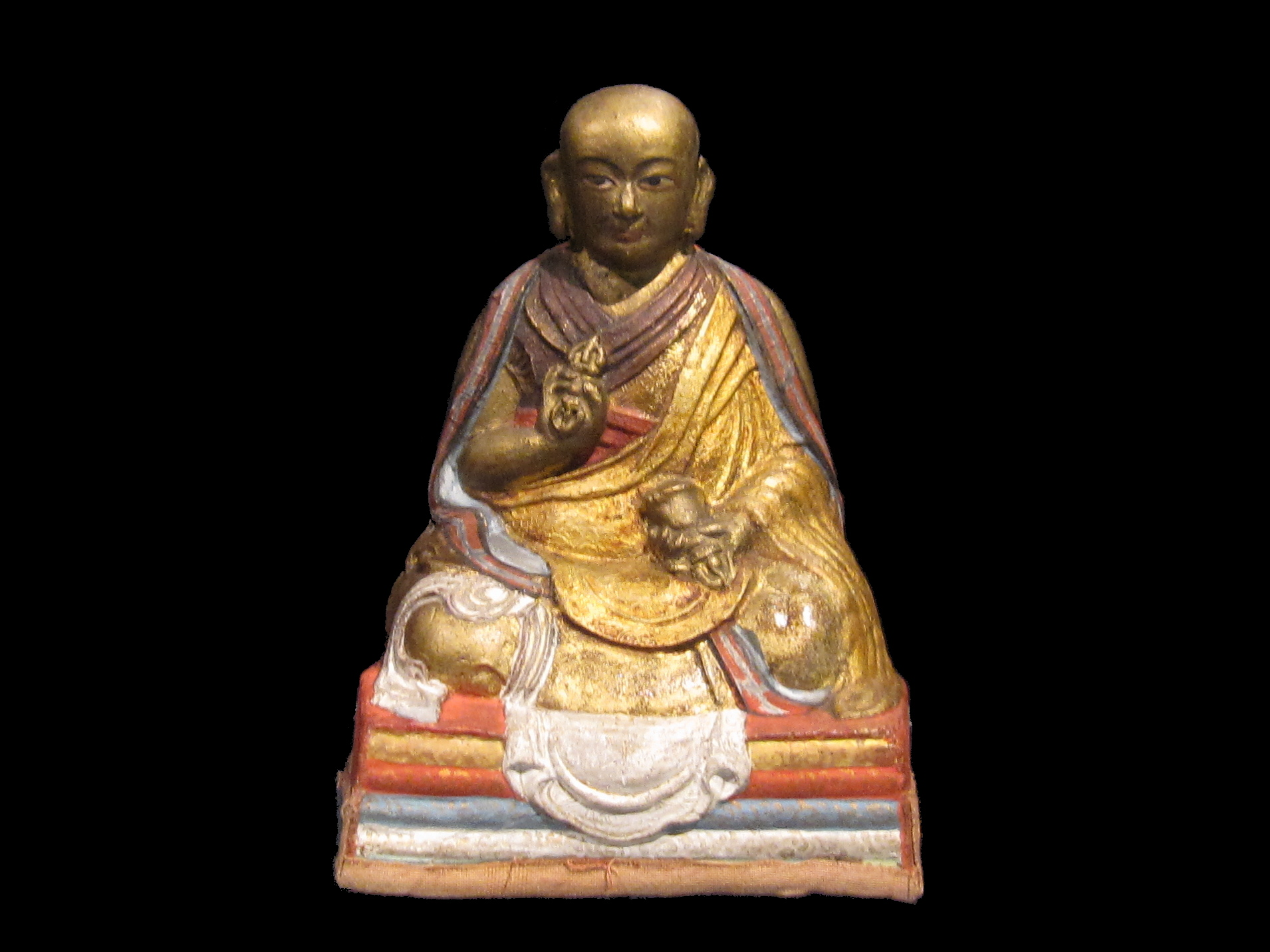
Zanabazar

In 1639 werd een beslissende stap gezet in de ontwikkeling naar een georganiseerd boeddhisme in Mongolië. In dat jaar benoemden de Khans van de Khalkha-Mongolen de dan vierjarige Zanabazar (1635-1724), zoon van de Tusheti-Khan, tot hun geestelijk leider. De Khalkha's waren in die periode voor het grootste deel volgelingen van de sakya-traditie In 1650 bracht hij een periode in Tibet door. Hij werd door de vijfde dalai lama Ngawang Lobsang Gyatso ( 1617-1682) bekeerd tot de gelugtraditie en geproclameerd tot de Jebtsundamba.

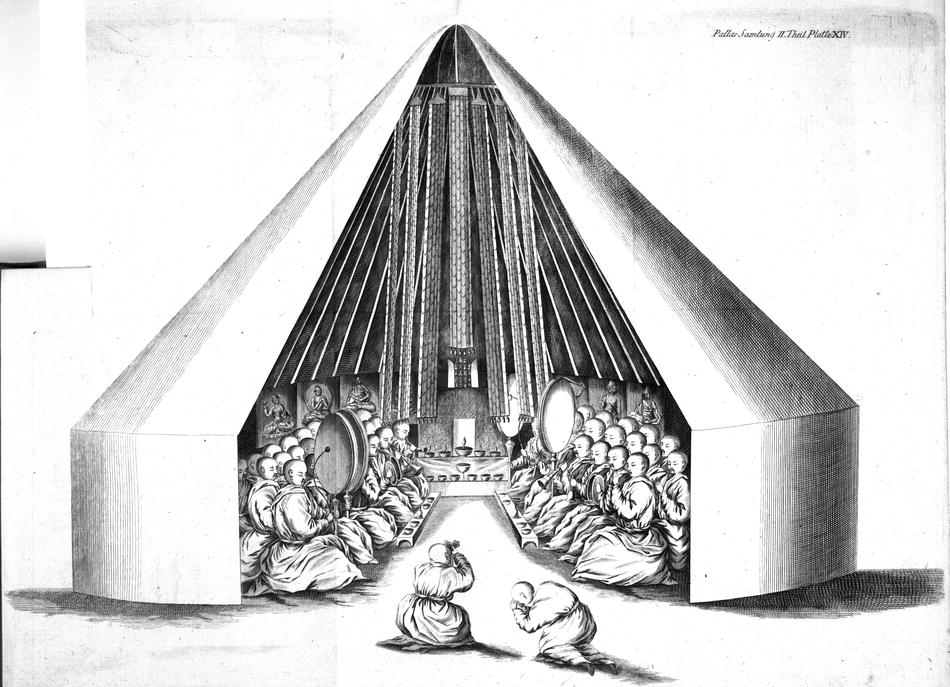
Verplaatsbare Mongoolse boeddhistische tempel

In de traditie ging de lijn van de Jebtsun Dampa terug naar de tijd van de Boeddha zelf. De eerste reïncarnatie van de Jebtsun Dampa zou ca. 2500 jaar geleden een discipel van de Boeddha zijn. Zanabazar werd daarmee de zestiende reïncarnatie van de Jebtsun Dampa. Hiermee kwam de reïncarnatielijn van de Jebtsun Dampa in de gelugtraditie, waarmee het onder het leiderschap van Zanabazar in de decennia daarna de dominante religieuze machtsfactor werd in Mongolië. In veel - ook Mongoolse - geschiedschrijving over dit onderwerp begint de nummering van de jebtsundamba's met Zanabazar als de eerste.
In de decennia daarna stichtte Zanabazar vele gelugkloosters in het Khalkha-deel van Mongolië. Er is nooit een Mongools document gevonden dat ook maar iets vermeldt over de bekering van de Khalka-Mongolen van de sakyatraditie naar die van de gelug. Waarschijnlijk voerden de Tibetaanse lama's die Zanabazar mee naar Mongolië had genomen, de veranderingen in rituelen, liturgie, et cetera geleidelijk door. De theologische kennis omtrent het boeddhisme bij het overgrote deel van de Mongolen was in die tijd ook nog zo marginaal, dat aangenomen mag worden dat men andere rituelen, liturgie, etc. simpelweg niet als verandering opmerkte.
Historici hebben veel geschreven over de motivatie die de Tusheti-Khan zou moeten hebben gehad om een instituut als de jebtsundamba te creëren. De Khans' van de Khalkha's zouden zich op rationeel niveau realiseren, dat er een creatie nodig was van een centrale kracht, waarachter de laatste nog onafhankelijke oostelijke Mongoolse stamfederatie zich zou kunnen scharen. De Mongoolse geschiedenis had geleerd, dat dit niet een seculiere kracht kon zijn. Het georganiseerde boeddhisme in Mongolië was op dat moment de enige plaats van intellectuele kennis. In Tibet had het al een gedisciplineerde hiërarchische organisatie. De Tusheti Khan zou op die manier een alliantie met die kennis willen vormen en deed dit door het creëren van een vorm van pontificaat voor zijn eigen zoon vergelijkbaar met dat van een dalai lama in Tibet.
Historici wijzen ook op de mogelijkheid dat de Tusheti-Khan door de erkenning van zijn zoon een mogelijke poging vanuit Lhasa wilde voorkomen tot vestiging van een panboeddhistische theocratie in Centraal-Azië, die vanuit Tibet aangestuurd zou worden. Een dergelijke politieke opvatting werd later bij de vijfde dalai lama en vooral Sanggye Gyatso, de regent in Tibet van 1678-1703, wel degelijk duidelijk.
In 1691 onderwierpen de Khalkha-Mongolen zich onder de leiding van Zanabazar aan de Qing-keizer Kangxi, (1654-1722). Het gevolg was, dat Mongolië tot 1911 deel uit zou maken van het Chinese rijk. Na Zanabazar zouden er in Mongolië nog zeven jebtsundamba's volgen. De laatste daarvan overleed in 1924.

## De Changkya Koetoektoe
Na de onderwerping van de Khalkha-Mongolen besloot Kangxi ook voor de Mongolen in Binnen-Mongolië een soortgelijk instituut als de jebtsundamba te creëren. Dat werd de lijn van de Changkya Koetoektoe. Het is daarmee de enige tulkulijn binnen het Tibetaans-Mongoolse boeddhisme die door de Mantsjoes zelf werd gecreëerd. Tot aan 1949 waren er in Binnen-Mongolië zeven Changkya Koetoektoe's.
De derde daarvan, Changkya Rölpe Dorje (1717-1786), had immense invloed als de belangrijkste adviseur van de Chinese keizer Qianlong (1711-1799) inzake Tibetaanse en Mongoolse aangelegenheden. Rölpe Dorje heeft een aanzienlijk literair oeuvre nagelaten. Hij was de auteur van  De Driehonderd Iconen, een beschrijving van het boeddhistische pantheon in Mongolië. Hij was verantwoordelijk voor de eerste complete vertaling in het Mongools van de tengyur, de commentaren op de kangyur. Beide boeken vormen tezamen de canon van het Tibetaans boeddhisme. Deze tengyur werd in 1749 voor het eerst in blokdruk uitgegeven.

## Syncretisme

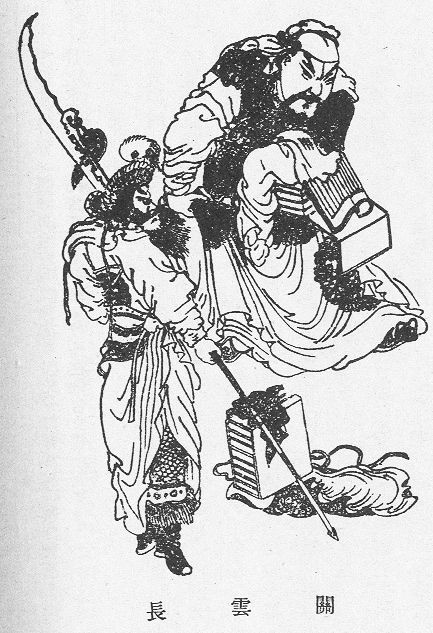
Guan Yu

Even na het midden van de 18e eeuw had het rijk van de Qing-dynastie zijn grootste omvang bereikt. Vanaf die periode gingen de keizers in hun religieuze politiek een beleid voeren ten aanzien van het syncretiseren van met name boeddhistische en Chinese godheden.
Rölpe Dorje schreef een Gebed voor Guan Yu. In dit werk syncretiseert hij de Chinese oorlogsgod Guan Yu met boeddhistische godheden, zoals Yamantaka. Guan Yu wordt hierin vereerd als de verspreider van het boeddhisme en die zich richt op de pacificatie van allen die in het (Chinese) Rijk leven.
In de 19e eeuw lieten Chinese keizers en met name Jiaqing (1760-1820) en Daoguang (1782-1850) honderden tempels voor Guan Yu bouwen in Mongools gebied en Mantsjoerije, het gebied waaruit hun dynastie afkomstig was.
Vanaf begin 19e eeuw werd Guan Yu ook gesyncretiseerd met Koning Gesar.

## Kloosterleven
Net als in Tibet was het kloosterleven in Mongolië een massabeweging.
Het klooster had geen beperkingen ten aanzien van opleiding of ambities en analfabete monniken, die ook analfabeet wilden blijven waren welkom. Er waren geen opleidingseisen, examens, proeven of dergelijke die monniken moesten afleggen om in het klooster te blijven. Monniken die geen interesse of ambitie hadden in studie en/of meditatie waren even welkom als de zeer weinige geleerde monniken.
Ook het Mongoolse monastieke systeem ging uit van een ideologie die gericht was op het creëren van een zo groot mogelijk aantal monniken. De meeste monniken werden op de leeftijd van tussen 6 en 9 jaar door hun ouders in een klooster geplaatst. Sommige ouders deden dit uit religieuze overwegingen en vanuit de overtuiging dat het monnik zijn een groot privilege was. Voor andere ouders was het een middel om het aantal te voeden kinderen te verminderen. In een aantal gevallen kon een zoon die monnik geworden was, dan zijn familie ondersteunen met een deel van de bijdrage die hij als monnik van het klooster ontving. Een groot deel van de monniken leefden thuis bij hun familie en gingen alleen naar het klooster op de momenten dat er na een dienst geld of producten in natura verdeeld werden.
Aan het eind van de 19e eeuw was omstreeks 30% van de mannelijke bevolking monnik. Het grootste Mongoolse klooster was Gandantegchinlen, gebouwd in het begin van die eeuw in opdracht van de vierde jebtsundamba. Deze had dit klooster gesticht met de bedoeling dat hier alleen monniken zouden verblijven, die echt gevorderde theologische studies wilden verrichten. Een onderzoek uit 1924 had echter als resultaat, dat ruim 90% van de ongeveer 2000 daar verblijvende monniken analfabeet was.

## Ontwikkelingen in de negentiende eeuw

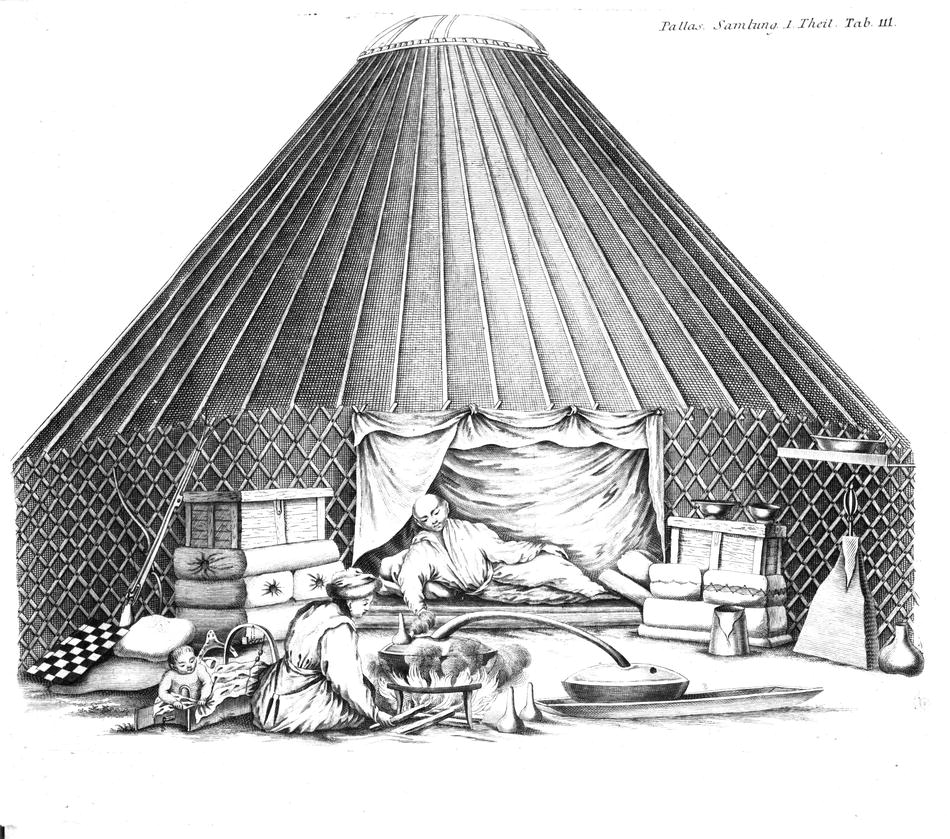
Een Mongoolse familie bereidt kumyss, een gefermenteerde drank, voor een bezoekende lama

In de loop van de 19e eeuw was er sprake van steeds verder toenemende armoede en verpaupering in Mongolië. De uitzondering hierop waren de grote boeddhistische kloosters in het land. Vrijgesteld van belasting vergaarden die enorme rijkdommen. Aan het eind van de 19e eeuw controleerden ze 30% van het totale toenmalige nationale product van Mongolië. De achtste jebtsundamba (1870-1924) had op zijn persoonlijke landgoederen 28.000 shabinar (horigen van het georganiseerd boeddhisme) werken.
Het georganiseerde boeddhisme in Mongolië degenereerde in de loop van de 19e eeuw geheel. Zonder uitzondering beschreven buitenlandse bezoekers aan Urga in de 19e eeuw de door hen als pervers geziene handelwijze van de top van dat georganiseerde boeddhisme. De relatief kleine stad Urga had rond 1870 ongeveer 30.000 inwoners. Daarvan waren er circa 12.000 monniken. Naast de jebtsundamba waren er nog 46 andere reïncarnaties van de hoogste orde. De kosten voor het extravagante bestedingspatroon moesten door een straatarme bevolking worden opgebracht.
De vijfde, zevende en achtste jebtsundamba overleden alle drie aan de gevolgen van syfilis (de zesde overleed op de leeftijd van vijf jaar). Het is met name de levenswijze van de zevende en achtste jebtsundamba die in belangrijke mate bijdroeg aan het morele failliet van de hiërarchie in het Mongoolse boeddhisme van die periode.
Er kwam na de machtsovername door de Mongoolse Volkspartij in 1921 wel een hervormingsbeweging binnen dat georganiseerd boeddhisme op gang, maar dat was gezien de toenmalige omstandigheden te laat en te weinig. De revolutionaire beweging had besloten de macht van het georganiseerd boeddhisme in het land te breken en beschikte vanaf 1930 ook over de middelen om dat uit te voeren.

## Ontwikkelingen in de twintigste eeuw

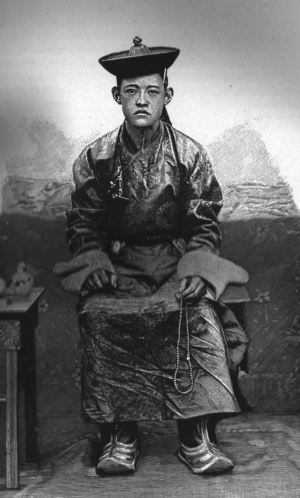
De achtste jebtsundamba

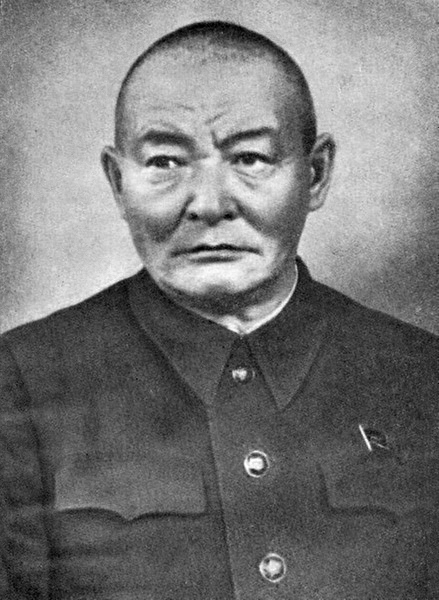
Chorloogijn Tsjoibalsan was vanaf 1936 de onbetwiste leider van Mongolië en gaf leiding aan de liquidatie van het georganiseerd boeddhisme in het land

In 1911 viel de Qing-dynastie. Mongolië werd een onafhankelijk land. De achtste jebtsundamba riep zich uit tot staatshoofd met de titel Bogd Khan. De periode tot 1921 was het hoogtepunt van toenemend nepotisme en zelfverrijking van de boeddhistische hiërarchie. Aan hoge koetoektoes werden adellijke titels verleend. De daarbij behorende landgoederen werden vrijgesteld van belasting.
In 1921 wist een kleine groep revolutionairen onder de naam van de Mongoolse Volkspartij met hulp van de Sovjet-Unie de macht in Mongolië te veroveren. De jebtsundamba mocht tot zijn dood in 1924 als staatshoofd met minimale bevoegdheden aanblijven. De Partij was nog niet machtig genoeg om een zoektocht naar een jebtsundamba volstrekt te verbieden. Het had echter de ambitie om een andere sociale en economische ordening in het land te realiseren en verwachtte daarbij uiteraard weerstand van de hiërarchie van het georganiseerd boeddhisme. Het wilde dan ook niet gelijk het tactische voordeel opgeven om het georganiseerde Mongoolse boeddhisme voorlopig zonder geestelijk leider te laten. De Partij wist de installatie van een nieuwe jebtsundamba te verhinderen.
Vanaf 1926 werd wetgeving van kracht, dat intrede in een klooster pas vanaf de leeftijd van 18 jaar kon plaatsvinden. Voor het eerst werden bezittingen van kloosters ook - voor een overigens gematigd tarief - belast. Het nieuwe regime ging uit van een classificatie van de lama's in drie groepen. Een meerderheid van zeer arme lama's, een kleine bovenlaag van zeer welgestelde lama's en een groep daartussen. Het regime probeerde met name de grote groep arme lama's mogelijkheden aan te bieden voor een seculier bestaan. Ongeveer 14.000 lama's verlieten ook het klooster, maar de aanwas in die jaren was groter. Het georganiseerde boeddhisme in Mongolië nam in die jaren toe. Het aantal monniken in 1925 bedroeg ongeveer 120.000. Het gezamenlijk inkomen van de kloosters was in dat jaar vrijwel even veel als dat van de staat.
Tot aan 1929 was de strijd tussen het boeddhisme en het regime vooral een propagandaoorlog. Van beide zijden werden de meest absurde en groteske beschuldigingen geuit. De kloosters waren in die propagandaslag in het voordeel. Ze konden lama's veel gemakkelijker met hun boodschappen tot in de uithoeken van het land zenden dan het regime zelf.
In 1929 nam de revolutie echter een extreemlinkse wending. De factie in de partij, die toen de macht greep, was vastbesloten de oude orde geheel te vernietigen. De - in omvang geringe - industrie, detailhandel, transportwezen, maar ook de veestapels werden gecollectiviseerd. Met name in het westen van het land ontstonden opstanden tegen het regime met actieve deelname van kloosters. De top van de boeddhistische hiërarchie nam contact op met zowel de sinds 1923 in ballingschap in China verblijvende negende panchen lama als Japanse diplomaten voor steun het regime te verdrijven. Verhalen over de spoedige komst van de panchen lama aan het hoofd van een leger uit Shambhala namen mythische proporties aan.
De collectivisatie had rampzalige economische gevolgen. In 1932 werd die dan ook voor het grootste deel ongedaan gemaakt. Het resultaat van de vorige drie jaar was wel, dat de nog resterende adel in het land geen enkele betekenis meer had en de enige nog aanwezige tegenstander van het regime het georganiseerd boeddhisme in het land was.

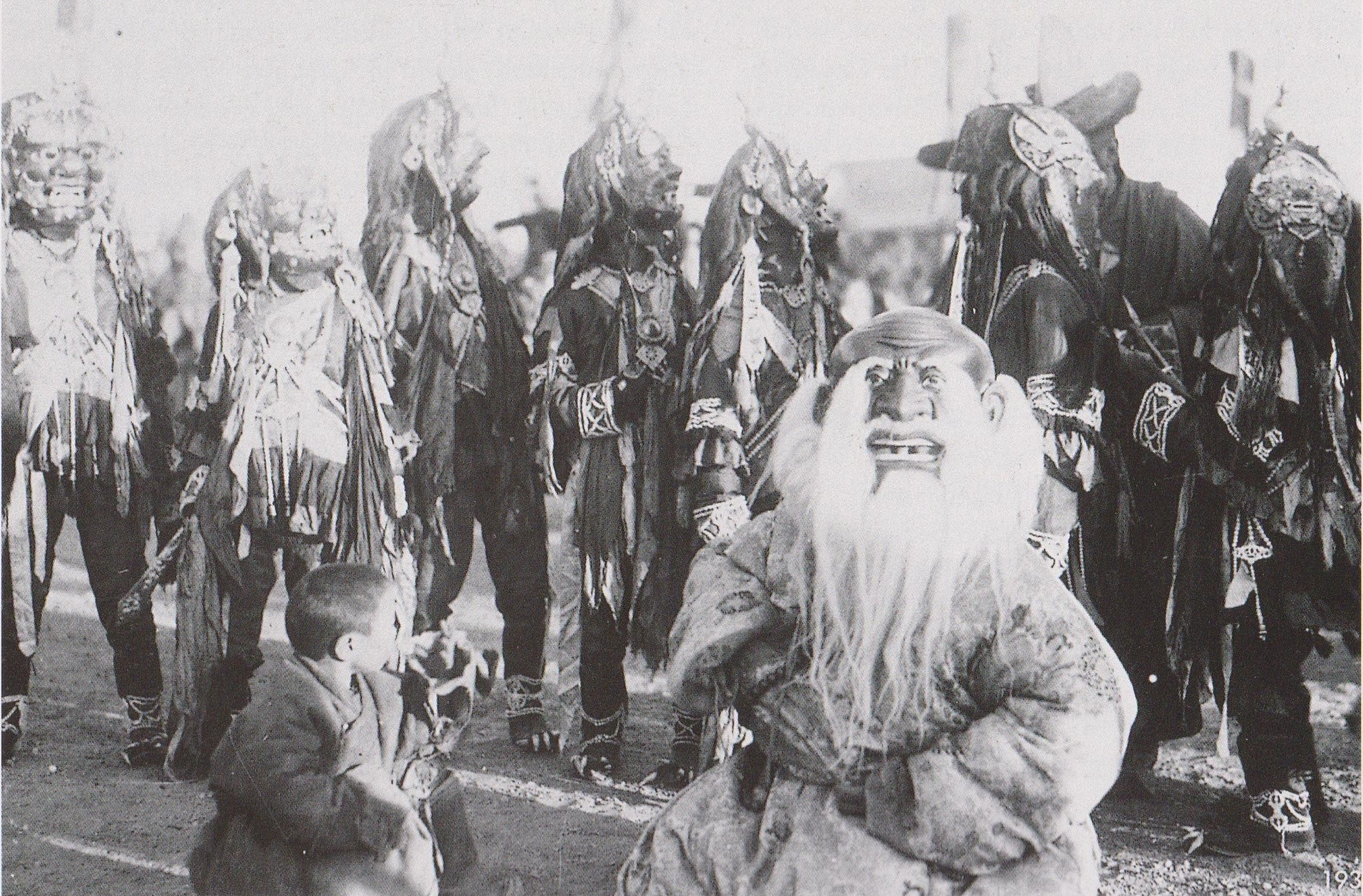
De laatste Grote Khüree Tsam vond in 1937 plaats. De centrale figuur op de foto is de Witte Oude Man

Vanaf 1932 tot 1940 werd een beleid gevoerd om het georganiseerd boeddhisme het bestaan onmogelijk te maken. Kloosters kregen te maken met exorbitante belastingen. Lama's hoefden geen dienstplicht te vervullen, maar dienden als compensatie daarvoor belasting te betalen. Ook die belasting werd tot een exorbitant niveau opgevoerd.
De in Mongolië buitengewoon populaire dansfestivals van de Tsam werden onmogelijk gemaakt. Het belangrijkste van die festivals, de Grote Khüree Tsam, werd voor het laatst in 1937 georganiseerd. Het zou tot 2007 duren voor er weer een werd opgevoerd.
In 1931 was Japan Mantsjoerije binnengevallen en had het jaar daarop daar een marionettenstaat Mantsjoekwo gesticht. Kloosters die op minder dan 100 km van die grens lagen, werden gedwongen van de ene op de andere dag te sluiten. In 1937 werd ook de Chinese provincie Binnen-Mongolië door Japan bezet. Kloosters aan die grens trof hetzelfde lot. Een aanzienlijk deel van de nog resterende hiërarchie streefde overigens inderdaad naar een autonoom Groot-Mongolië (Binnen-Mongolië, Mongolië en Mantsjoerije) binnen Japans staatverband.
Er vonden een aantal showprocessen plaats, waar zowel partijleden in het kader van zuiveringen als hoge lama's beschuldigd werden van verraad en samenwerking met Japan. In de jaren 1937-1940 werden ook legeronderdelen ingezet om sluiting van kloosters te forceren. Betrouwbare schattingen ontbreken, maar historici als Bawden en Moses achten een aantal van 15.000 geëxecuteerde hoge lama's realistisch.
In 1925 waren er in Mongolië ruim 600 grotere kloosters, ruim 3000 kleinere kloosters en tempels en nog eens ruim 2000 daarmee verbonden gebouwen. In 1940 was geen daarvan nog met dat doel in gebruik. Veel kloosters werden scholen, opslagplaatsen, kantoren, stallen of stonden simpel leeg.
Er zijn ook geen betrouwbare cijfers over het lot van de lama's, die nu een seculier bestaan moesten opbouwen. Er werden door de overheid enige ambachtswerkplaatsen geopend, anderen konden een lening krijgen om een bestaan als herder op te bouwen. De beste aanname is echter, dat de meesten zich op één of andere wijze weer bij hun families voegden.
In 1944 werd het grootste Mongoolse klooster Gandantegchinlen op zeer beperkte schaal weer geopend. Het functioneerde voornamelijk als museum en de jaren daarna als toeristische attractie.

## Ontwikkelingen vanaf 1991

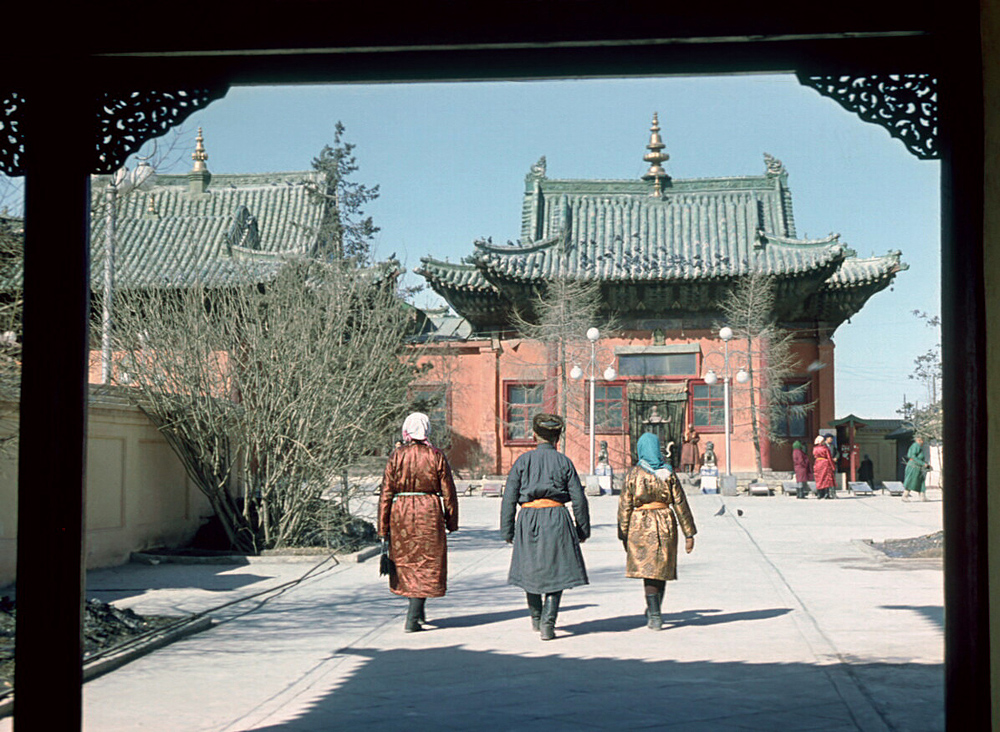
Het klooster Gandantegchinlen in 1972

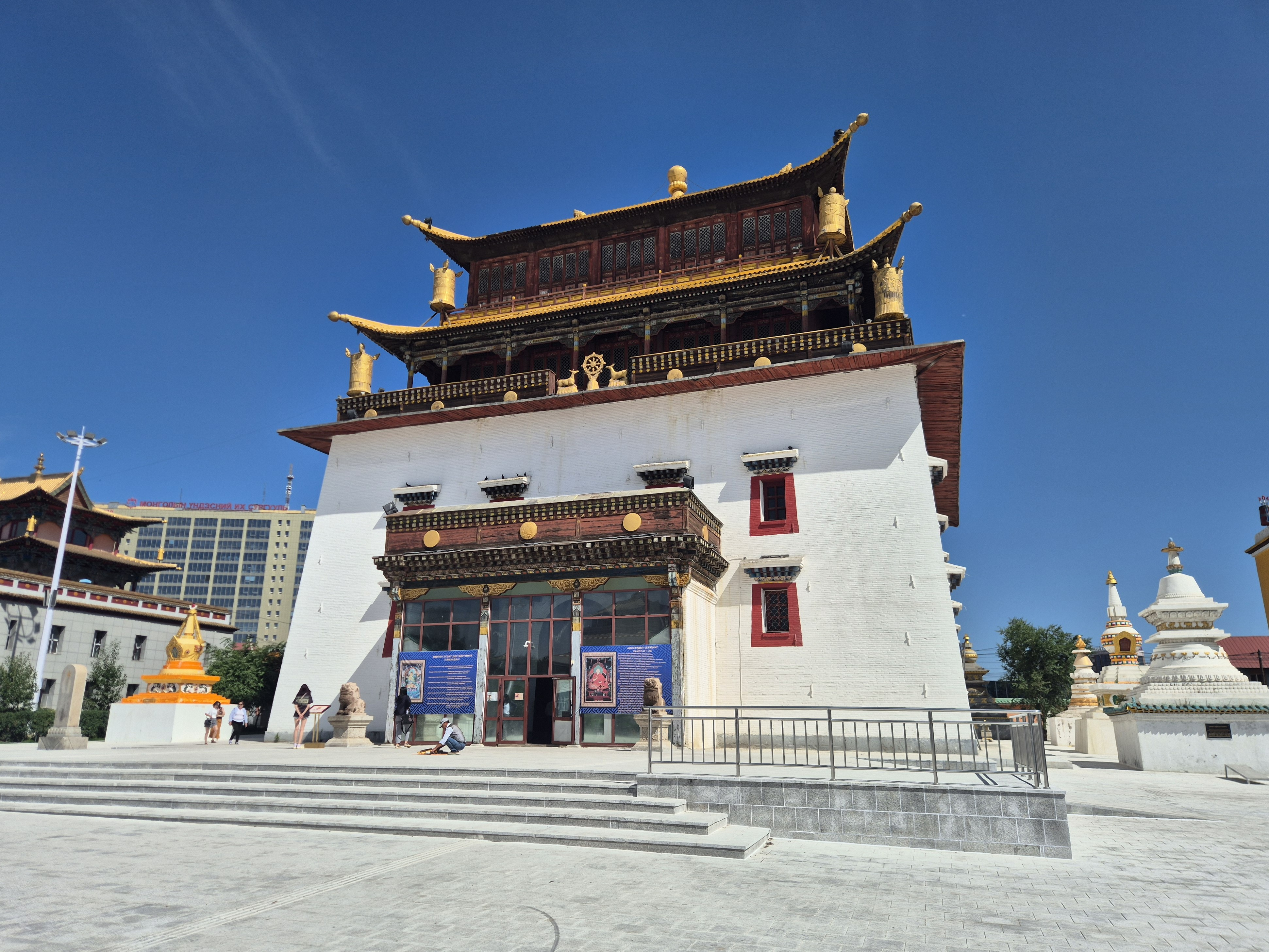
Het klooster Gandantegchinlen in begin 21e eeuw

In 1991 kreeg Mongolië een meer democratische staatsstructuur. In dat jaar maakte de dalai lama ook het bestaan bekend van een negende jebtsundamba, Jampäl Namdröl Chökyi Gyaltsen. In 1936 zou Jampäl Yeshe Gyaltsen, de vijfde Reting rinpoche en op dat moment heersende regent in Tibet ontdekt hebben dat de dan vierjarige Jampäl Namdröl Chökyi Gyaltsen de incarnatie was van de achtste jabzamdanba, Ngawang Losang Chökyi Nyima Tenzin Wongchuk. Die ontdekking werd vanwege de voor het boeddhisme desastreuze situatie in Mongolië geheim gehouden.
Toen Tenzin Gyatso, de veertiende dalai lama, in 1959 naar India vluchtte, werd hij gevolgd door Jampäl Namdröl die vreesde dat indien in de nieuw ontstane situatie in Tibet zijn identiteit toch onthuld zou worden dit dan misbruikt zou worden voor communistische propaganda.
Vanaf 1992 werd Jampäl Namdröl talloze malen de vraag gesteld, waarom hij zich niet in Mongolië ging vestigen dat zich in democratische richting ontwikkelde, maar in Dharamsala bleef wonen. Hij sprak dan steeds uit dit zo spoedig als de omstandigheden het mogelijk maakten, ook uit te voeren.
Waarschijnlijk had Jampäl Namdröl nog lange tijd een functie in het staatsbestel in het nieuwe Mongolië voor zichzelf voor ogen, bijvoorbeeld als monarch of in ieder geval staatshoofd. Achtereenvolgende Mongoolse regeringen weigerden echter altijd een dergelijke optie ook maar te overwegen. In 1999 bezocht Jampäl Namdröl Mongolië voor het eerst op een toeristenvisum. Het zou daarna nog ruim 10 jaar duren voordat hij in 2010 het Mongoolse staatsburgerschap aanvroeg en verkreeg. Hij verbleef een korte tijd in het klooster Gandantegchinlen, maar keerde daarna naar India en Dharamsala terug. In 2011 ging hij als een dan al ernstig zieke man weer terug naar Mongolië. Op 1 november van dat jaar werd hij door de Mongoolse geloofsgemeenschap als hun hoofd geïnstalleerd. Op 1 maart 2012 overleed hij.
Na 1991 beleeft zowel het boeddhisme als het sjamanisme een opleving in Mongolië.
De opleving van het boeddhisme vindt echter onder totaal gewijzigde omstandigheden plaats. Er is sprake van slechts een fractie van het kloosterleven van voor 1930. Veel meer dan vroeger dienen kloosters zelf in hun inkomsten te voorzien. Giften van gelovigen zijn relatief aanzienlijk minder en de steun van de overheid beperkt zich tot enig onderhoud van waardevol erfgoed.
Uit onderzoek van 2007 blijkt, dat er in de hoofdstad naast weer geopende kloosters 36 boeddhistische tempels actief zijn. Buiten de hoofdstad kost het grote moeite om weer geopende kloosters en tempels met voldoende monniken in stand te houden. De veel geringere instroom van monniken en financiële problemen zijn de belangrijkste oorzaak. Een aantal heropende kloosters en tempels buiten de hoofdstad hebben weer moeten sluiten.

## Lijst van Jebtsundamba Koetoektoes
1. Zanabazar (1635-1723)
2. Losang Tenbey Drönmey (1724-1757)
3. Yeshe Tenbey Nyima (1758-1773)
4. Losang Tupten Wongchuk (1775-1813)
5. Losang Tsultrim Jikmey (1815-1842)
6. Losang Palden Tenpa (1842-1847?)
7. Ngawang Chökyi Wongchuk Trinley Gyatsho (1850-1868)
8. Ngawang Losang Chökyi Nyima Tenzin Wongchuk (1870-1924)
9. Jampäl Namdröl Chökyi Gyaltsen (1932-2012)

België · Cambodja · China (Hongkong · Tibet) · India · Indonesië · Japan · Korea · Myanmar · Mongolië · Nederland · Rusland · Sri Lanka · Taiwan · Thailand